# Kasteel van Gulke

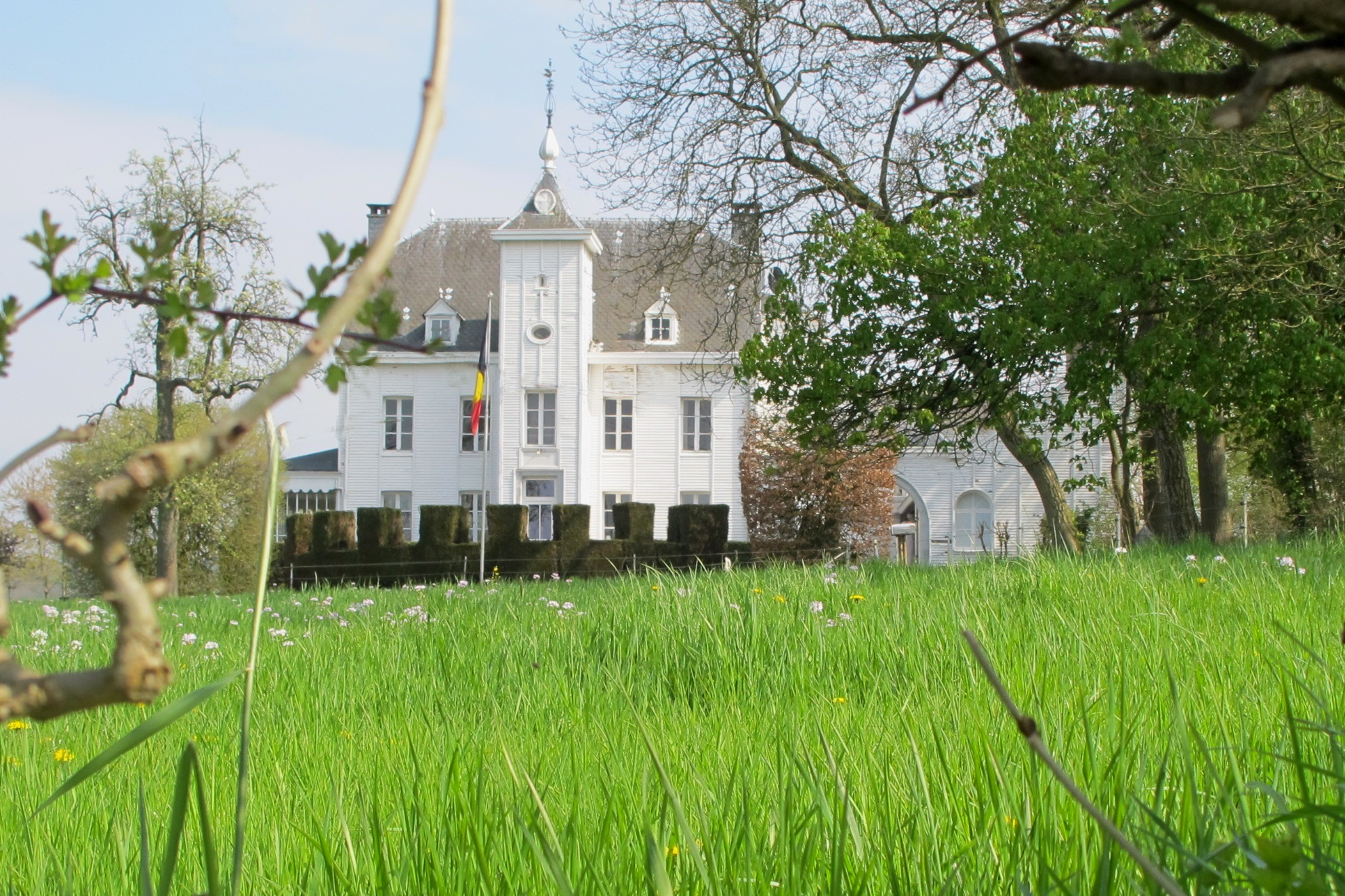
Kasteel van Gulke

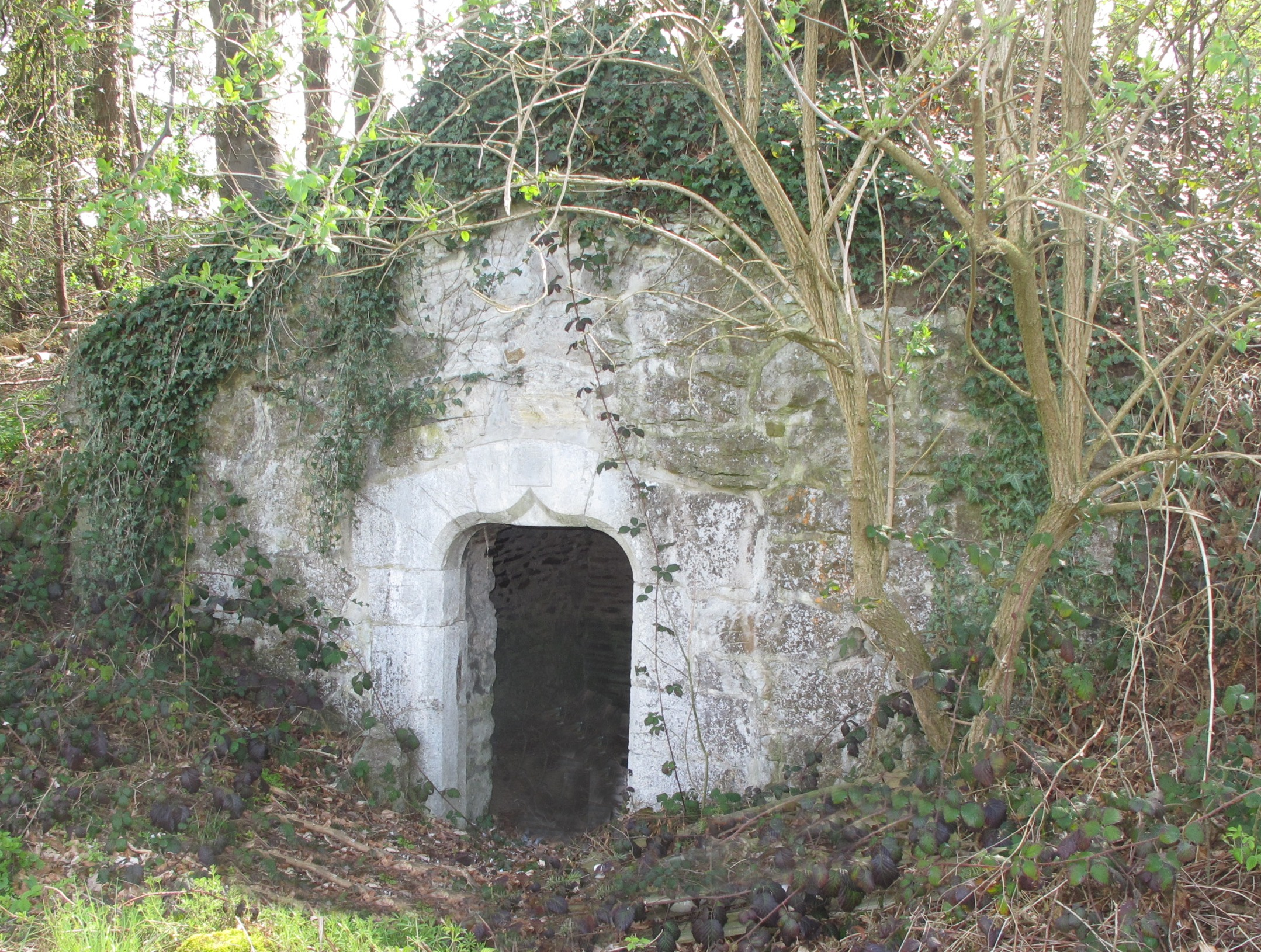
IJskelder

Het Kasteel van Gulke (Frans: Château de Goé) is een kasteel in de tot de Belgische gemeente Limburg behorende plaats Gulke, gelegen aan de Rue des Déportés 2.
Dit kasteel was de zetel van de hoge heerlijkheid Gulke, welke in 1649 werd uitgegeven door de Spaanse koning Filips IV. De eerste heer was Jean-Baptiste de Caldenborg. De laatste heer was Jean-Guillaume de Lantremange, en deze werd in de Franse tijd de eerste burgemeester van Gulke.
De gebouwen liggen in een U-vorm om een rechthoekige binnenplaats. Ten noorden van het kasteel ligt een park.
Het eigenlijke woongedeelte wordt gevormd door de westelijke vleugel, in zandsteenblokken uitgevoerd, waarschijnlijk uit het begin der 18e eeuw door de toenmalige heer Henry Blanche. Van 1725-1732 werd het huis nog vergroot door zijn opvolger, H.G.J. van den Steen. Ook in de 19e eeuw werd het huis nog aangepast aan de smaak van die tijd.
Er resulteerde een gevel met een elegant halfingebouwd torentje op vierkante plattegrond in het midden van de voorgevel. Tussen de toegangspoort en het venster op de eerste verdieping bevindt zich een gevelsteen die memoreert dat koning Leopold I van België van 16-18 november 1847 op dit kasteel verbleef.
In de oostelijke vleugel bevindt zich de woning van de beheerder, terwijl de zuidvleugel, opgetrokken in natuursteenblokken, onder meer de paardenstallen bevat.
Indien men in noordelijke richting de binnenplaats verlaat betreedt men -door een 18e-eeuws smeedijzeren hek, een fraai park, met in de richting van de Vesder ook een ijskelder. Hoewel een gevelsteen het jaartal 1759 aangeeft is dit niet in overeenstemming met de stijl van de toegangsdeur tot deze kelder.